# Tfenis
Tfenis o Tefnut (en grec antic Θφηνις Thphēnis; en egipcià tfnwt; en copte ⲧϥⲏⲛⲉ tfēne), en la mitologia egípcia, és la deessa de la humitat, l'aire humit, la rosada i la pluja.
Creada per Aton, se la representa com una dona amb cap de lleona, amb el disc solar i dos ureus, el ceptre i l'ankh. Filla d'Aton i Ra, neix de la seva saliva (o semen). Tfenis es va casar amb el seu germà, Xu (déu de l'aire), i varen tenir dos fills: Geb (déu de la terra) i Nut (deessa del cel). Geb i Nut, tot i ser germans (l'endogàmia no era estranya a Egipte), van casar-se i varen tenir quatre fills: Osiris, Set, Isis i Neftis. Geb i Nut van ser la primera parella de l'Ennèada heliopolitana.